# Англо-нубийска коза
Англо-нубийска коза е английска порода коза с предназначение добив на мляко, месо и кожи.

## Разпространение
Породата е създадена през 1870 г. в Англия в резултат на сложно кръстосване на стари английски породи с кози, източноазиатски породи кози с висящи уши внесени през XIX век в Англия с нубийски пръчове от Египет. Тя е приспособима порода към топли и засушливи условия на живот. Поради тази причина е разпространена в много страни. Тя е широко разпространена порода в САЩ. В тази страна породата е наречена само с името Нубийска. В България е внесена за първи път през 1995 г. с цел използването на породата за подобряване на млечните качества на местните кози.
Към 2008 г. броят на представителите на породата е бил 45 индивида. Най-голям брой от представителите на породата в България се отглеждат в института по планинско животновъдство в Троян.
Рисков статус – критично състояние.

## Описание
Козите са с едро тяло и с характерна изпъкнала профилна линия наподобяваща „римски нос“. Космите са къси различно оветени. На места космената покривка е с бели петна. Тялото е добре замускулено. Вимето е много добре развито.
Козите са с тегло 85 – 95 kg, а пръчовете 55 – 65 kg. Плодовитостта им е 180 – 200%. Средната млечност за лактационен период е 600 – 700 l.